# أنجوس ماكلين
أنجوس ماكلين (بالإنجليزية: Angus MacLane) (من مواليد 13 أبريل 1975) هو مخرج أفلام أمريكي ورسام رسوم متحركة وكاتب سيناريو وممثل صوتي يعمل حاليًا في بيكسار. أخرج فيلم حكاية لعبة: حكاية لعبة الرعب! وشارك في إخراج فيلم البحث عن دوري. سيظهر لأول مرة كمخرج لفيلم روائي طويل مع فيلم لايت يير في يونيو 2022.

## النشأة ومسيرته المهنية
نشأ أنجوس ماكلين في بورتلاند بولاية أوريغون. أراد في الأصل أن يكون فنانًا للكتب الهزلية، لكن في منتصف الطريق خلال المدرسة تحول إلى الرسوم المتحركة، وكان يأمل يومًا ما أن يتمكن من العمل في استوديوهات لايكا وأنتهب به الأمر بالعمل في بيكسار. في عام 1997، حصل على بكالوريوس الفنون الجميلة من مدرسة رود آيلاند للتصميم. 
انضم ماكلين إلى بيكسار في عام 1997، حيث بدأ رسامًا للرسوم المتحركة في فيلم لعبة جيري.
عمل كرسام رسوم متحركة في كل أفلام بيكسار الطويلة بداية من حياة حشرة إلى حكاية لعبة 3. كما عمل في تطوير الشخصيات في شركة المرعبين المحدودة و أبطال خارقون.
بدأ ماكلين في الانتقال إلى أعمال الإخراج والكتابة في الاستوديو في أول فيلم تلفزيوني خاص من بيكسار حكاية لعبة: حكاية لعبة الرعب!، والتي فاز عنها بجائزة آني للإنجاز المتميز في الإخراج في إنتاج تلفزيوني/بث تلفزيوني متحرك.  شارك ماكلين في إخراج فيلم بيكسار لعام 2016 البحث عن دوري.  